# Josué Mufula Jive
Josué Mufula Jive , né le 19 novembre 1984 à Goma, dans la province du Nord-Kivu, en République Démocratique du Congo (RDC), est un homme politique congolais. Il a été élu député pour la ville de Goma, représentant la circonscription de Goma Ville de 2019 à 2023.

## Biographie
Josué Mufula Jive (né le 19 novembre 1984 à Goma, Nord-Kivu, République Démocratique du Congo) est un ancien enfant soldat (Kadogo) de l'AFDL. Après sa démobilisation, il a obtenu son Diplôme d’État au Collège Saint-Georges à Kinshasa et est titulaire d’une licence en Philosophie de l’Université de Lubumbashi (UNILU). Actuellement, il est doctorant en Philosophie Politique à l’Université Catholique du Congo (UCC), où il a déjà obtenu son Diplôme d’études approfondies (DEA).
En 2019, Josué MUFULA JIVE est élu député national de la ville de Goma, couronnant ainsi un engagement politique marqué par l’audace et le pragmatisme. Bien avant son entrée au parlement, il s’était déjà imposé comme une figure incontournable de la région grâce à ses actions humanitaires et philanthropiques, qui avaient accru sa popularité. Mécène culturel passionné, il a soutenu de nombreux talents artistiques locaux, propulsant certains sur la scène internationale, où ils représentent aujourd’hui la fierté du pays. Son parcours est également marqué par un combat constant pour l’éducation des jeunes et la défense des droits des enseignants, des engagements qui ont naturellement conduit les citoyens à lui accorder leur confiance.
Jeune leader engagé, Josué Mufula est le coordonnateur national de l'ASBL Jeunesse Consciente pour un Congo Meilleur (JCCM), une organisation qui prône la citoyenneté participative. Il a participé à plusieurs grands forums sociaux-politiques, notamment les Concertations nationales de 2013 et le Dialogue politique de l’Union Africaine en 2016 pour des élections apaisées.
Parallèlement à son engagement politique et  civique , Mufula est un auteur prolifique, avec six ouvrages publiés aux Éditions Médiaspaul, dont "Enfant de guerre : souvenir d’un ex-Kadogo" et "Chanzu, ma belle", un roman hommage au Colonel Ndala Mamadou. Inspiré par des valeurs humanistes, il cite souvent Gandhi : "Sois le changement que tu veux voir dans le monde", ainsi que sa propre maxime : "Nul n’est si riche pour n’avoir quoi demander, et nul n’est si pauvre pour manquer quoi donner.".